# معركة أسكولوم
```
مَعْرَكة أسكَولومْ
 (
باليونانية
: Μάχη του Άσκλο) 
[
1
]
 دَارَتْ رَحَاها عام 279 قبل الميلاد في 
أسكولومْ
، جَنوب 
إيطاليا
. دَارَتْ بين جَحافل جَيش 
الجُمهورية الرومانية
 تحتَ قيادة 
القُنصل
 بوبليوس موس، وقوات المَلك 
بَيروس الإبيري
 مَلك 
إبيروس
. أنتَهت المَعركة 
بنَصر باهظ الثَمن
 لجَيش 
بيروس
 أدى إلى تَدمير أغلب قواته وبالتالي إنهاء حَملته على 
شُبه الجَزيرة الايطالية
، ومنها نَشأ المُصطَلح 
العَسكري
 المَعروف بـ «
النَصر البَيروسي
».
```

## مُقَدِّمة

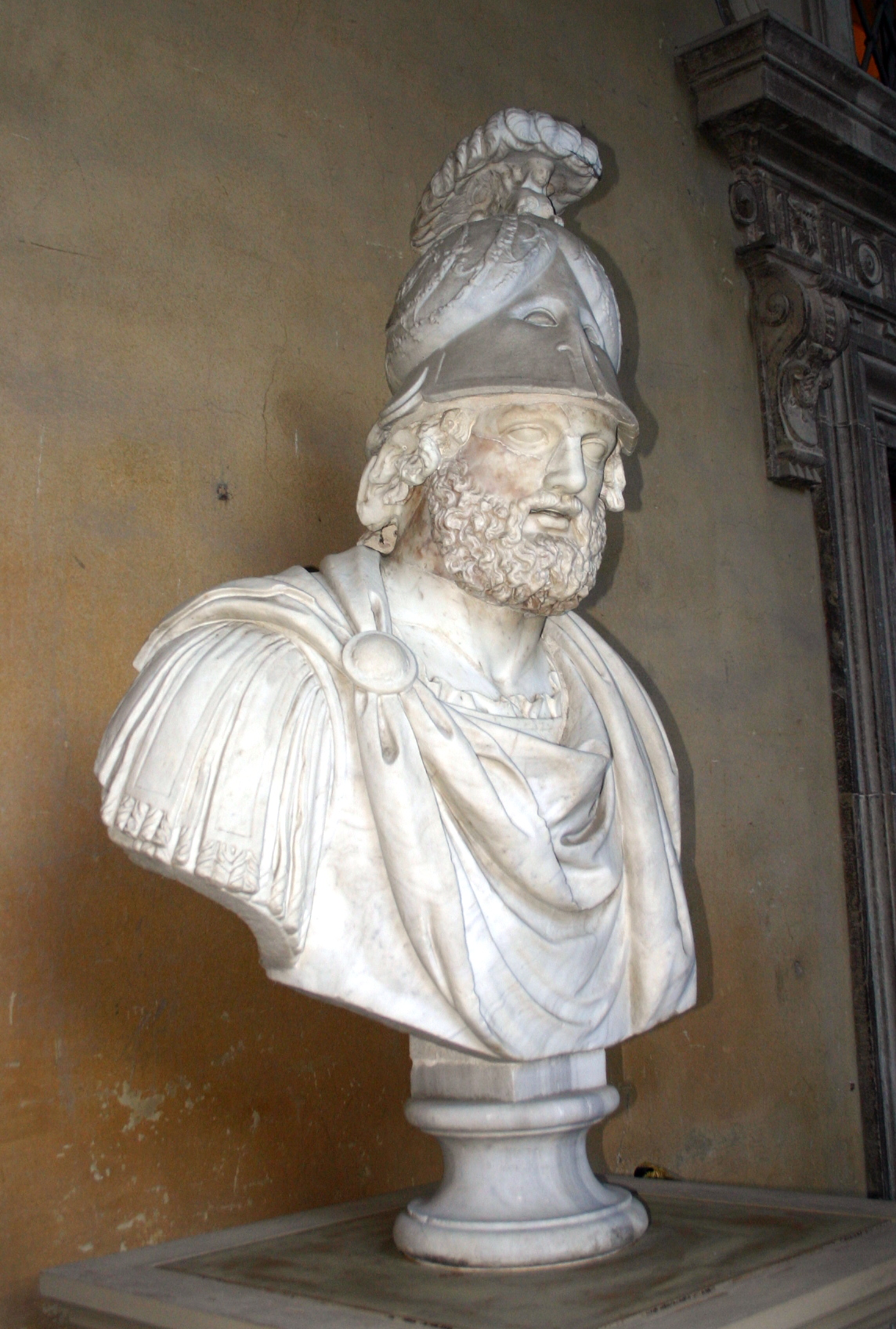
تمثال نصفي يصور بيروس الإبيري.

من القرن الخامس قبل الميلاد، بدأت الجمهورية الرومانية باحتلال شبه الجزيرة الإيطالية بصورة مُمَنهَجة. نشأت الحرب البيروسية نَتيجة انتهاك روما لمعاهدة قديمة بينها وبين تارانتو اليونانية، من خلال إرسال أسطول لمساعدة مدينة توريوس ضد غزوات القبائل اللوكانية. هاجمت قوات تارانتو الأسطول الروماني والذي على الرغم من محاولته حل المُشكلة بصورة دبلوماسية، أدى إلى إعلان الحرب. طلبت تارانتو المساعدة من بيروس الإبيري، الذي وافق على المساعدة.
وصل بيروس إلى إيطاليا عام 280 قبل الميلاد. مع 25000 جندي وبعض الأفيال. وقعت المواجهة الأولى في هيراكليا في لوكانيا، حيث هُزم القُنصل الروماني بوبليو ليفين، وخسر أكثر من 7000 رجل. على الرغم من فوزه في المعركة، فقد بيروس عددًا كبيرًا من الجنود. على الرغم من أن الضربة الأشد التي تلقاها كانت أن قلة قليلة من المواطنين الإيطاليين انضموا إليه في حربه ضد روما، على عكس ما كان يتوقعه.
ثم قرر بيروس التقدم نحو كامبانيا. غير قادر على أخذ كابوا، توجه إلى روما على أمل تجنيد أشخاص من المدن التي مروا بها. كان عليه أن يستدير، على بعد 30 كم فقط من المدينة، بسبب نقص الدعم المحلي. كانت نيته فرض شروط سلام قاسية على روما، لكن روما لم توافق على التفاوض معه. أعاد الرومان إلى بيروس جميع السجناء الذين أطلق سراحهم لبدء المفاوضات. في انسحابه جنوبا من روما، هاجَمَ الجيش الروماني بيروس على سهل محاط بالتلال بالقرب من مدينة أسكولوم، على بعد 130 كم من تارانتو.

### الجَيشان
وفقًا للمؤرخ ديونيسيوس، كان لدى بيروس 70000 من المشاة، منهم 16000 من اليونانيين. كان لدى الرومان أكثر من 70000 من المشاة، منهم حوالي 20000 من الرومان (أربعة فيالق كانت تضم في ذلك الوقت 4000 رجل)، والباقي من الحلفاء. كان لدى الرومان حوالي 8000 من الخَيالة وكان لدى بيروس أكثر قليلاً، بالإضافة إلى تسعة عشر فيلًا حربياً. في القرن الأول الميلادي، قدر السناتور الروماني فرونتينوس قوة قَوامها 40.000 رجل لكلا الجانبين. كان لبيروس رجال من ثسبروتيا وأمبراسيا وتشون، وهما مدينتان ومنطقة في إبيروس، ومرتزقة من الأيتوليين والأكارنانيين والأثامانيين. قاتل هؤلاء اليونانيون في تشكيل الكتائب المقدونية. كذلك كان لديه أسراب خَيالة من ثيساليا. كان اليونانيون في مدينة تارانتوم في جنوب إيطاليا حلفاء لبيروس. كان لبيروس أيضًا حلفاء من ثلاثة شعوب إيطالية في جنوب إيطاليا وهم بروتي ولوكانيا وسامنيت. من بين حلفاء روما الذين ذكرهم ديونيسيوس، كان هناك فرنتاني، وماروتشيني، وبايليني، وداوني، وأومبريان. ربما كانت هناك أيضًا وحدات من مارسي وفيستيني، الذين كانوا أيضًا من حلفاء روما.
منذ أن تسببت أفيال بيروس في الكثير من الرعب والدمار في معركة هيراكليا، ابتكر الرومان عربات خاصة لمواجهتها. كانت عبارة عن عربات ذات أربع عجلات لها أعمدة مثبتة بشكل عرضي على عوارض منتصبة. يمكن أن تتأرجح في أي اتجاه. كان لبعضهم مجازات حديدية، ومسامير، أو مناجل، وبعضهم كان لديه «رافعات ألقت بحديد تصارع ثقيل». وبرزت العديد من الأعمدة أمام العربات ذات مخطاف قابضة محُترقة ملفوفة بقطعة قماش مبللة بالقار. كانت العربات تحمل رماة السهام، ورماة الحجارة، والمقاذفين الذين يلقون المخطاف القابضة على الأفيال. كان الرومان يمتلكون 300 عربة من هذا القبيل.

مَواقع مَعارك الحرب البيروسية.

صَفَ بيروس الكتائب المقدونية من إبيروس وأمبراسيا، والمرتزقة من تارانتو ذَوي الدروع البيضاء، وحلفائه من بروتي ولوكانيا على الجناح الأيمن. بَينما نَشر الثيسبروتيا والشايونيون في المركز بجانب مرتزقة أيتوليا والأكارنانيين وتارانتو. شكل السامنيون الجناح الأيسر. على الجناح الأيمن وَضع أسراب الخَيالة السامنيتي والثيسالي والبروتي ومرتزقة تارانتو. على الجناح الأيسر كانت أسراب أمبراشيان ولوكانيان وتارنتين ومرتزقة الأكارنانيين والأيتوليين والمقدونيون والأثامانيان. قام بتقسيم المشاة الخفيفة والفيلة إلى مجموعتين ووضعهم خلف الأجنحة في وضع مرتفع قليلاً. كان لدى بيروس 2000 من الخَيالة المختارين خلف خط المعركة لمساعدة القوات التي تتعرض لضغوط شديدة. كان لدى الرومان جحافلهم الأولى والثالثة على الجناح الأيمن. واجه الأول كتيبة إبيروس وأمبراسيا ومرتزقة تارانتو. واجه الثالث كتيبة تارانتو وبروتي ولوكانيا. شكل الفيلق الرابع المركز. كان الفيلق الثاني من الجناح الأيمن. تم تقسيم اللاتين وفولشي والكامبانيين (الذين كانوا جزءًا من الجمهورية الرومانية) وحلفاء روما إلى أربعة جحافل اختلطت مع الجحافل الرومانية لتقوية جميع الخطوط. المشاة الخفيفة والعربات التي كان من المقرر نشرها ضد الأفيال كانت خارج الخط. كان كل من سلاح الخَيالة الروماني والحلفاء على الأجنحة.

## المَعرَكة
توجد ثلاث روايات عن هذه المعركة من قبل ثلاثة مؤرخين قدامى: ديونيسيوس، وبلوتارخ، وكاسيوس ديو. في رواية بلوتارخ، دارت المعركة على مدى يومين. في روايات كاسيوس ديو وديونيسيوس استمرت يومًا واحدًا. وفقًا لبلوتارخ، فاز بيروس بالمعركة، وفقًا لكاسيوس ديو، فقد فاز بها الرومان. بَينما لم يذكر ديونيسيوس النتيجة.

### روايةبلوتارخ
حسب رواية بلوتارخ، استمرت المعركة يومين. بعد أن أراح بيروس جيشه، سار إلى أسكولوم لمواجهة الرومان. ومع ذلك، فقد أُجبر على الدخول إلى منطقة لم يتمكن فيها، بسبب ضفاف النهر المشجرة، من نشر سلاح الخَيالة أو استخدام أفياله ضد الرومان. كان القتال شرسًا وسقط قتلى وجرحى قبل أن تنقطع المعركة بظلال الليل. خلال الليل، أرسل بيروس مفرزة لاحتلال المناطق المواتية من الحقل حتى يتمكن من القتال ونشر الأفيال على أرض مستوية. وضع العديد من الرماة بين الأفيال وشحنهم في تشكيلة مضغوطة. لم يكن بإمكان الرومان استخدام التحولات الجانبية أو القيام بحركات معاكسة كما في اليوم السابق. كان عليهم القتال على أرض مستوية في هجوم أمامي. قاتلوا بضراوة بسيوفهم ضد الحِراب المقدونية، في محاولة لصد قوات العدو قبل أن تتمكن الأفيال من الهجوم. على الرغم من مقاومتهم، تم دَفعَهم إلى الخَلف في النهاية بواسطة الأفيال وهربوا إلى مُعسكرهم.

### روايةكاسيوس ديو
كتب كاسيوس ديو أن الجانبين تجنب كل منهما الآخر لعدة أيام. كانت هناك شائعات بأن القنصل بوبليوس موس كان يستعد لتكريس نفسه كَتَضحية مثل والده وجده. وهيَ طَقوس يضحي بها القائد الروماني بحياته من خلال إطلاق نفسه في صفوف العدو كقسم للآلهة في مقابل النصر عندما يَتم التغلب على القوات الرومانية في مَعركة. هذا حفز الجنود الرومان. أثارت الشائعات قلق أتباع بيروس الإيطاليين، الذين اعتقدوا أن موت بوبليوس سيقضي عليهم. سعى بيروس إلى طمأنتهم وأمرهم بالقبض على أي شخص يرتدي الملابس التي استخدمتها عائلة بوبليوس عند تكريس أنفسهم. لقد أرسل بيروس رجلاً ليخبر بوبليوس موس أنه لن ينجح في نيته وبعد أن يتم أسره على قيد الحياة سيموت بشكل بائس. أجاب القناصل الرومان أنه لا توجد حاجة للجوء إلى التَضحيات لأن الرومان سيهزمونه بدونها.
في نسخة كاسيوس ديو من المعركة، لم يكن من السهل السيطرة على النهر بين المعسكرين. سأل الرومان ما إذا كان بيروس سيختار عبوره دون مضايقة أو ما إذا كان سيسمح لهم بالقيام بذلك دون أن يصابوا بأذى حتى تتقاتل القوتان بشكل سليم، مما يعطي اختبارًا دقيقًا لبسالتهما. بيروس، واثقًا من قوة أفياله، سمح للرومان بعبور النهر. ومع ذلك، نشر الرومان عرباتهم ضد الأفيال، وأطلقوا المَقذوفات عَليها. أجبر الرومان تدريجيا بيروس على العودة حتى نقل بيروس الأفيال إلى الطرف الآخر من الخط، بعيدًا عن العربات. لقد استخدمهم لشن هجوم على سلاح الخَيالة الروماني، الذي هزمته الأفيال قبل أن يقتربوا. في هذه الأثناء، كان بعض قوات الرومان قد انطلقوا منَ الخَلف ضد معسكر بيروس. كانت هذه هيَ نقطة النَصر للرومان لأنه عندما أرسل بيروس بعض رجاله ضدهم، اشتبه البقية في أن المعسكر قد سقط وأن رفاقهم قد هربوا. بسبب هذا الامر تّداعت الصفوف. سقط العديد وأصيب بيروس والعديد من ضباطه بجروح. وتوفي آخرون في وقت لاحق بسبب نقص الغذاء والإمدادات الطبية. انسحب بيروس إلى تارانتوم قبل أن يدرك الرومان ذلك. لم يلاحقه الرومان لأن العديد من رجالهم أصيبوا. ذهبوا إلى الأحياء الشتوية في بوليا، بينما أرسل بيروس الجنود والمال واستمر في استعداداته الأخرى. 

### روايةديونيسيوس

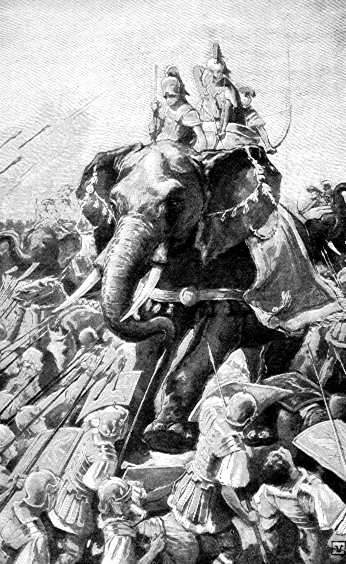
بيروس وفَيلته.

في رواية ديونيسيوس من هاليكارناسوس، انخرط سلاح الخَيالة الروماني في قتال ثابت، واشترك سلاح الخَيالة اليوناني في مناورات في المرافقة. عندما طارد اليونانيون الرومان، أداروا خيولهم وقاتلوا المشاة. عندما كانت المعركة متعادلة، انحرف اليونانيون إلى اليمين، وساروا في اتجاه معاكس متجاوزين بعضهم البعض ثم استداروا لشن هجوم على العدو. كان الجناح الأيمن للمشاة في كل جيش هو الأقوى. صدت الكتائب المقدونية الفيلق الروماني الأول واللاتين الذين قاتلوا إلى جانبه. أمر بيروس الأفيال بالهجوم على جزء الخط الروماني الذي كان صعبًا. أرسل الرومان العربات ضدهم، مع بعض النجاح الأولي. ثم توقف الرجال الذين يقودون الفيلة عن دفعهم للأمام وألقوا الرماح على الأرض. هاجمت القوات اليونانية المسلحة بأسلحة خفيفة العربات وهرب من كان يقودها إلى أقرب خط مشاة، مما تسبب في حدوث ارتباك. هرب بروتي ولوكانيا في منتصف تشكيل بيروس عندما تم صدهم من قبل الفيلق الرابع الروماني. عندما تم اختراق الخط، هربت مرتَزقة التارانتوم أيضًا. أرسل بيروس جزءًا من مفرزة عسكرية وجزءًا من سلاح الخَيالة على الجناح الأيمن لمساعدة هذا الخط الضعيف.
اقترب بعض المُشاة الروماني قادمين من مَدينة أربي (4000 مشاة و 4000 من خَيال)، الذين تم إرسالهم للمساعدة، من معسكر بيروس بالصدفة أثناء السفر على طريق أدى إلى مؤخرة العدو. قرروا مهاجمة المعسكر، وبعد أن سمعوا من بعض السجناء أنه ليس به سوى عدد قليل من الحراس، هاجموا من جميع الجهات. أرسل بيروس الأفيال وأشجع الخَيالة إلى المعسكر، لكن تم أخذه وإضرام النار فيه قبل وصولهم. هرب المُشاة الروماني إلى تل لا يمكن صعوده بواسطة الخيول أو الفيلة. ثم هاجمت مفرزة العدو الفيلق الثالث والرابع اللذين هزما خصومهما. بعد الفرار من تلة شديدة الانحدار وغابات، اصطفوا في ترتيب المعركة. على الرغم من أن خيول وفيلة بيروس لم تستطع ملاحقتها، فقد قُتل أو جُرح العديد من رماة السهام والقلاع. أرسل بيروس الأثامانيين والأكارنانيين وبعض السامنيين إلى الأمام. أرسل الرومان بعض أسراب سلاح الخَيالة إلى الأمام، واشتبكت القوتان مع العديد من الضحايا في أسفل التل. استدعى الجانبان قواتهما قبل غروب الشمس بقليل. عبر الرومان النهر للوصول إلى معسكرهم. بيروس، الذي فقدت قواته الخيام وحزم الدواب والأمتعة التي كانت محفوظة في المعسكر، نزلت على تلة وأمضت الليل في الخارج وبدون طعام. مات العديد من الجرحى نتيجة لهذه الظروف.

## ما بَعدَ الواقِعة
لاحظ بلوتارخ أنه وفقًا لهيرونيموس من كارديا، فقد الرومان 6000 رجل وأنه وفقًا لتعليقات بيروس الخاصة، فقد 3505 رجالًا. كتب أن ديونيسيوس «لم يذكر أي معركتين في أسكولوم، ولا عن هزيمة معترف بها للرومان» وأنه (في مقطع مفقود الآن) كتب ديونيسيوس أن أكثر من 15000 رجل من كلا الجانبين سقطوا في المعركة. كتب بلوتارخ أيضًا أن بيروس قال لشخص كان يُهنئه: «إذا انتَصَرنا في مَعرَكة أُخرى معَ الرُومان، فَسَوفَ نُدَمر تَمامًا». كان هذا لأنه قد فَقَدَ جزءًا كبيرًا من القوات التي جلبها إلى إيطاليا ومعظم قادته. لم يستطع استدعاء المزيد من الرجال من إبيروس وأصبح حلفاؤه في إيطاليا غير مبالين. وبدلاً من ذلك، استطاع الرومان تجديد قواهم بسرعة «كما لو كان من نافورة تتدفق إلى الداخل»، ولم يفقدوا الشجاعة أو التصميم عندَ الهَزيمة. 
أدرك بيروس أنه لا يستطيع الانتصار في حرب ضد الرومان، فقبل طلبًا من دول المدن اليونانية في شرق وجنوب صقلية لمساعدتهم ضد القرطاجيين في غرب صقلية. ذهب إلى صقلية وقام بحملة هناك لمدة ثلاث سنوات. حزن حلفاؤه في جنوب إيطاليا لأنه تخلى عنهم. استولى على جميع المقاطعات القرطاجية في صقلية باستثناء معقلهم في مرسى علي. لم ينجح حصاره لهذه المدينة. بعد ذلك أراد بناء أسطول كبير لغزو موطن قرطاج في إفريقيا. كان بحاجة إلى تجهيز هذه السفن، ولفعل ذلك كان يُعامل دول المدن اليونانية باستبداد. هذه المدن انقلبت عليه. أُجبر على العودة إلى جنوب إيطاليا. حارب الرومان في معركة بينيفينتوم، حيث هُزم. ثم غادر إيطاليا وعاد إلى إبيروس.

## المَراجع
1. ↑  Michael Grant, The History of Rome, p. 79
2. 1 2  Cassius Dio, Roman History, 9.5
3. ↑  Plutarch. "The Life of Pyrrhus". Parallel Lives (ط. 1920). Loeb Classical Library. ج. IX. ص. 21.5. اطلع عليه بتاريخ 2017-01-26.
4. ↑  Frontinus, Stratagems, p. 122
5. ↑  Dionysius of Halicarnassus, Roman Antiquities, 20.1.1-6, 8
6. ↑  Dionysius of Halicarnassus, Roman Antiquities, 20.1.6-7
7. ↑  Dionysius of Halicarnassus, Roman Antiquities, 20.1.1-6
8. ↑  Plutarch Parallel Lives, the Life of Pyrrhus, 21.5-7
9. 1 2  Dionysius of Halicarnassus, Roman Antiquities, 20.29-3

- Cassius Dio, Roman History, Vol 1, Books 1-11, (Loeb Classical Library), Loeb, 1989; (ردمك 978-0674990364)
- Dionysius of Halicarnassus, Roman Antiquities, Nabu Press, 2011; (ردمك 978-1245561785)
- Plutarch, Lives, Vol. 9, Demetrius and Antony. Pyrrhus and Gaius Marius (Loeb Classical Library), Loeb, 1920; ASIN B00E6TGQKO
- Frontinus, Book II, Stratagems

- Abbott. J., Pyrrhus, King of Epirus, A Biography. This was written in the nineteenth century. It had been published by CreateSpace Independent Publishing Platform, 2016; (ردمك 978-1539758068)
- Grant, M., The History of Rome, Faber & Faber, 1986; (ردمك 978-0571114610)
- Champion, J. Pyrrhus of Epirus, Pen & Sword Military, 2016; (ردمك 978-1473886643)
- Merlis, M., Pyrrhus, Fourth Estate, 2008; (ردمك 978-0007292219)